# Jehangir Bomanji Petit
Pour les articles homonymes, voir Petit.
 (octobre 2024).
La mise en forme du texte ne suit pas les recommandations de Wikipédia : il faut le « wikifier ».
Les points d'amélioration suivants sont les cas les plus fréquents. Le détail des points à revoir est peut-être précisé sur la page de discussion.
- Les titres sont pré-formatés par le logiciel. Ils ne sont ni en capitales, ni en gras.
- Le texte ne doit pas être écrit en capitales (les noms de famille non plus), ni en gras, ni en italique, ni en « petit »…
- Le gras n'est utilisé que pour surligner le titre de l'article dans l'introduction, une seule fois.
- L'italique est rarement utilisé : mots en langue étrangère, titres d'œuvres, noms de bateaux, etc.
- Les citations ne sont pas en italique mais en corps de texte normal. Elles sont entourées par des guillemets français : « et ».
- Les listes à puces sont à éviter, des paragraphes rédigés étant largement préférés. Les tableaux sont à réserver à la présentation de données structurées (résultats, etc.).
- Les appels de note de bas de page (petits chiffres en exposant, introduits par l'outil «  Source ») sont à placer entre la fin de phrase et le point final[comme ça].
- Les liens internes (vers d'autres articles de Wikipédia) sont à choisir avec parcimonie. Créez des liens vers des articles approfondissant le sujet. Les termes génériques sans rapport avec le sujet sont à éviter, ainsi que les répétitions de liens vers un même terme.
- Les liens externes sont à placer uniquement dans une section « Liens externes », à la fin de l'article. Ces liens sont à choisir avec parcimonie suivant les règles définies. Si un lien sert de source à l'article, son insertion dans le texte est à faire par les notes de bas de page.
- La présentation des références doit suivre les conventions bibliographiques. Il est recommandé d'utiliser les modèles {{Ouvrage}}, {{Chapitre}}, {{Article}}, {{Lien web}} et/ou {{Bibliographie}}. Le mode d'édition visuel peut mettre en forme automatiquement les références.
- Insérer une infobox (cadre d'informations à droite) n'est pas obligatoire pour parachever la mise en page.

Pour une aide détaillée, merci de consulter Aide:Wikification.
Si vous pensez que ces points ont été résolus, vous pouvez retirer ce bandeau et améliorer la mise en forme d'un autre article.
Jehangir Bomanji Petit (21 août 1879 - 1946) est un nationaliste réputé, un propriétaire d'usine, un philanthrope et l'un des premiers fervents partisans du Mahatma Gandhi.
Appartenant à la famille Petit, Jehangirl est le fils aîné de Bomanjee Dinshaw Peti et était le petit-fils de Sir Dinshaw Maneckjee Petit. Il était également le cousin de Mithuben Petit et de Rattanbai Petit. Il a hérité de la propriété de Petit Mills à sa mort et a également été par la suite président de la Bombay Mill Owners Association.
Jehangir Bomanji Petit fut l'un des premiers partisans du Mahatma Gandhi. Lorsque Gandhi arriva en Inde et à Bombay pour la première fois le 9 janvier 1915, Jehangir Bomanji Petit ainsi que certains autres nationalistes indiens comme Narottam Morarji, Bhalchandra Krishna, BG Horniman, Revashanker Zaveri ou encore Maganlal Gandhi. Ils prirent un canot afin de rejoindre le bateau à vapeur où se trouvaient Kasturba et Mohandas Gandhi à Apollo bunder, où une grande foule s'était rassemblée pour accueillir Gandhi dans le but de les accueillir. Plus tard, le 12 janvier 1915, J.B. Petit organisa une réception dans son bungalow, Mount Petit sur Pedder Road. Il y avait parmi eux plus de 600 citoyens distingués, parmi lesquels des Européens et des Indiens. De ces 600 citoyens distingués, les plus importants étaient Muhammad Ali Jinnah, Seth Bomanjee Dinshaw Petit, Kaikobad Dinshaw, CH Setalvad, BG Horniman, Gokuldas Kahnadas Parekh, Gopal Krishna Gokhale, Sir Jamshetjee Jeejebhoy, Sir Cowasjee Jehangir, Sir Narayan Chandavarkar, Sir Currimbhoy Ibrahim, Fazulbhoy Currimbhoy Bhalechan, dra Krishna, Manmohandas Ramjee, Hazee Esmail, Dinsha Vaccha, Richard Amphlett Lamb, KM Munshi, Pherozeshah Mehta, Sir Dorab Tata, C. Dinshaw Adenwallah, Hormusji Wadia, Narayan Madhav Samarth et Sir Claude Hill.
Il a soutenu financièrement le mouvement nationaliste et a été l'un des premiers bienfaiteurs de Gandhi en Inde. Il était en contact avec Gandhi avant son arrivée en Inde et avait soutenu la lutte de Gandhi au Transvaal en Afrique du Sud et les activités de la Servants of India Society. Il a assisté au procès de Mohandas Gandhi en 1922.
Le lycée pour filles J.B. Petit de Mumbai a été nommé en son honneur en raison de son soutien financier et de ses immenses efforts pour permettre à toutes les castes civiles de fréquenter l'école et d'avoir le droit à l'enseignement. Jehangir Bomanji Petit a également convaincu son père, Seth Bomanji D. Petit, de faire un gros don de l'hôtel Cumbala à Cumbala, ce qui a conduit à la fondation de l'hôpital général Bomanjee Dinshaw Petit Parsee en 1907. Il a été secrétaire du Fonds indien sud-africain  et secrétaire adjoint du Fonds de résistance passive indien sud-africain. Il était associé aux Amis de l'Inde. Il était membre du Conseil législatif de Bombay en 1927 en tant que représentant de la Bombay Mill Owners Association. Il a également  beaucoup contribué à promouvoir la presse libre en Inde. J.B. Petit a également aidé Sir Pherozeshah Mehta à lancer l'Indian Daily Mail dont il a ensuite pris la possession.
J. B Petit décède en 1946.